# Hyantis helvola
Hyantis helvola är en fjärilsart som beskrevs av Hans Ferdinand Emil Julius Stichel 1905. Hyantis helvola ingår i släktet Hyantis och familjen praktfjärilar. Inga underarter finns listade i Catalogue of Life.